# Thames Ironworks FC
Thames Ironworks Football Club var en engelsk fotbollsklubb som senare kom att bli West Ham United. Klubben grundades av ägaren till Thames Ironworks and Shipbuilding Company, Arnold Hills, samt förmannen Dave Taylor 1895.

## Historia

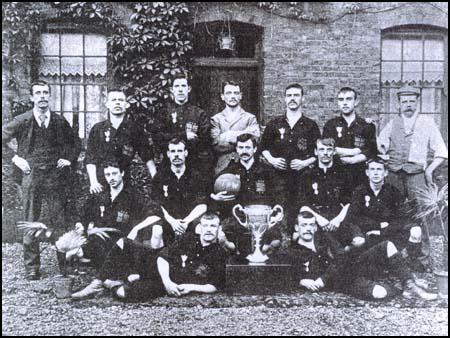
Thames Ironworks 1896 med West Ham Charity Cup.

Thames Ironworks FC grundades av Dave Taylor och Arnold Hills 1895 på Thames Ironworks and Shipbuilding Company, Londons sista stora varvsföretag, som låg på Limmo Peninsula i East End i London. Taylor var förman i företaget och en lokal fotbollsdomare. Hills bestämde sig för att bilda ett fotbollslag för att förbättra moralen i hans arbetskraft.
Femtio blivande spelare betalade en summa för ett års medlemskap, och Taylor tillbringade sommaren med att ordna matcherna för Thames Ironworks FC.
Thames Ironworks spelade sin första match mot Royal Ordnances reservlag den 7 september 1895, och matchen slutade 1–1.
Klubbens största förlust kom den 14 december 1895 när de förlorade i en vänskapsmatch borta mot Millwall Athletic med 0–6. Då de två klubbarna låg under 3 miles (4,8 km) från varandra blev de snabbt rivaler, även för att varje uppställning av spelare och supportrar arbetade för motsatta företag och tävlade om samma kontrakt.
Då Thames Ironworks mötte Barking i finalen av West Ham Charity Cup den 21 mars 1896 på The Old Spotted Dog Ground i Upton Lane, slutade den 2–2, och spelades om en vecka senare. Även då slutade matchen oavgjort, 0–0. Så småningom spelades finalen om för andra gången den 20 april 1896 och "The Irons" vann med 1–0.
I juni 1900 förvärvade klubbens ordförande Arnold Hills Thames Ironworks and Shipbuilding Company ytterligare ett verkstadsföretag, något som ledde till att företaget blev ett aktiebolag för första gången. 4000 10-shillingaktier (50 p) såldes till Iron Works personal och allmänheten. I slutet av juni frånträdde Thames Ironworks FC från Southern League och avvecklades officiellt.
Den 5 juli 1900, under det nya namnet West Ham United, accepterade de den lediga platsen Southern League som lämnats av Thames Ironworks.

## Statistik

### Utmärkelser
- Vinnare av Southern League Division Two 1898–99
- Vinnare av London League 1897–98
- Tvåa i London League 1896–97
- Vinnare av West Ham Charity Cup 1895–96
- Tvåa i West Ham Charity Cup 1896–97

### Ligastatus
- 1896–1898: London League
- 1898–1899: Southern League Division Two
- 1899–1900: Southern League Division One